# Merkur Arena (Lübbecke)
Die Merkur Arena (zuvor: Kreissporthalle Lübbecke) ist eine Sporthalle in der ostwestfälischen Stadt Lübbecke in Nordrhein-Westfalen. Nach der Kampa-Halle in Minden ist sie die größte Sporthalle im Kreis Minden-Lübbecke. Die Halle ist die Spielstätte des Handballvereins TuS N-Lübbecke. Seit Sommer 2009 heißt die Kreissporthalle offiziell Merkur Arena, nachdem der Sponsor Paul Gauselmann mit seinem Unternehmen Merkur eingestiegen ist. Die Merkur Arena hat die Adresse Rote Mühle 1 und liegt am Bundesstraßenkreuz B 65/B 239, rund 50 Meter östlich der Ronceva.

## Geschichte
Die Kreissporthalle wurde 1980 fertiggestellt. Bei Handballspielen hat die Halle eine Kapazität von 3030 Zuschauern.
Neben Handballspielen kann die Sporthalle vielseitig für andere Sportveranstaltungen verwendet werden. So wurden beispielsweise im Tischtennis schon zweimal (1999 und 2004) die Deutschen Einzelmeisterschaften der Senioren und das Deutsche Herren-Pokalfinale 1991/92 in der Halle ausgetragen. In jedem Januar wird in der Kreissporthalle um den Freeway-Cup, die „inoffizielle deutsche U-16-Fußball-Hallenmeisterschaft“, gespielt.
Nachdem die Kampa-Halle in Minden aus Sicherheitsgründen am 31. Dezember 2019 geschlossen wurde, hat der Handballclub GWD Minden seine Heimspiele der Rückrunde 2019/20 in der Merkur Arena ausgetragen. Ab der darauffolgenden Saison spielt die Mannschaft von GWD Minden wieder in der Mindener Kampa-Halle.